# Inocybe argenteolutea
Inocybe argenteolutea är en svampart som tillhör divisionen basidiesvampar, och som beskrevs av Vauras. Inocybe argenteolutea ingår i släktet Inocybe, och familjen Crepidotaceae. Arten är reproducerande i Sverige.